# Liga de Voleibol Superior Femenino 2013
La Liga de Voleibol Superior Femenino 2013 si è svolta dal 23 gennaio al 7 maggio 2013: al torneo hanno partecipato 10 squadre di club portoricane e la vittoria finale è andata per la prima volta alle Indias de Mayagüez.

## Regolamento
Le squadre hanno disputato un girone all'italiana, sfidando tre volte le quattro avversarie provenienti dalla propria area geografica e due volte le restanti cinque formazioni, per un totale di ventidue incontri; al termine della regular season:
- Le prime otto classificate hanno acceduto ai play-off scudetto, strutturati in quarti di finale, con due gironi all'italiana con gare di andata e ritorno, semifinali e finale al meglio delle sette gare, con incroci basati sul piazzamento in stagione regolare col metodo della serpentina.

### Criteri di classifica
Se il risultato finale è stato di 3-0 o 3-1 sono stati assegnati 3 punti alla squadra vincente e 0 a quella sconfitta, se il risultato finale è stato di 3-2 sono stati assegnati 2 punti alla squadra vincente e 1 a quella sconfitta.
L'ordine del posizionamento in classifica è stato definito in base a:
- Punti;
- Numero di partite vinte;
- Ratio dei set vinti/persi;
- Ratio dei punti realizzati/subiti.

## Squadre partecipanti
Al campionato di Liga de Voleibol Superior Femenino 2013 hanno partecipato dieci franchigie; una franchigia avente diritto, le Gigantes de Carolina, ha ceduto il proprio titolo alle Orientales de Humacao, acquistando in seguito il titolo delle Llaneras de Toa Baja, che hanno così cessato le proprie attività.
| Club                  | Stagione | Città    | Impianto                         | Stagione precedente                            |
| --------------------- | -------- | -------- | -------------------------------- | ---------------------------------------------- |
| Criollas de Caguas    | dettagli | Caguas   | Coliseo Héctor Solá Bezares      | 1ª in LVSF; Finale play-off scudetto           |
| Gigantes de Carolina  | dettagli | Carolina | Coliseo Guillermo Angulo         | 10ª in LVSF                                    |
| Indias de Mayagüez    | dettagli | Mayagüez | Palacio de Recreación y Deportes | 2ª in LVSF; Semifinale play-off scudetto       |
| Lancheras de Cataño   | dettagli | Cataño   | Coliseo Cosme Beitia Sálamo      | 4ª in LVSF; Campionesse di Porto Rico          |
| Leonas de Ponce       | dettagli | Ponce    | Coliseo Salvador Dijols          | 5ª in LVSF; Quarti di finale play-off scudetto |
| Mets de Guaynabo      | dettagli | Guaynabo | Coliseo Mario Morales            | 6ª in LVSF; Semifinale play-off scudetto       |
| Orientales de Humacao | dettagli | Humacao  | Complejo Deportivo Emilio Huyke  | -                                              |
| Pinkin de Corozal     | dettagli | Corozal  | Coliseo Carmen Zoraida Figueroa  | 3ª in LVSF; Quarti di finale play-off scudetto |
| Valencianas de Juncos | dettagli | Juncos   | Coliseo Rafael Amalbert          | 8ª in LVSF; Quarti di finale play-off scudetto |
| Vaqueras de Bayamón   | dettagli | Bayamón  | Coliseo Rubén Rodríguez          | 7ª in LVSF; Quarti di finale play-off scudetto |

## Torneo

### Regular season

#### Risultati
| Risultati |                   |     |                                   |
|           |                   |     |                                   |
| 23-01     | Ponce-Caguas      | 3-0 | 25-23, 25-12, 25-22               |
| 23-01     | Mayagüez-Corozal  | 3-1 | 25-17, 25-27, 25-22, 25-15        |
| 25-01     | Humacao-Bayamón   | 1-3 | 25-16, 24-26, 19-25, 25-27        |
| 25-01     | Cataño-Guaynabo   | 3-2 | 23-25, 26-24, 25-23, 23-25, 15-10 |
| 25-01     | Juncos-Carolina   | 1-3 | 24-26, 18-25, 26-24, 18-25        |
| 26-01     | Corozal-Ponce     | 1-3 | 25-21, 22-25, 21-25, 19-25        |
| 27-01     | Caguas-Mayagüez   | 0-3 | 17-25, 15-25, 18-25               |
| 27-01     | Guaynabo-Humacao  | 3-0 | 25-18, 25-19, 25-23               |
| 28-01     | Carolina-Cataño   | 1-3 | 24-26, 29-27, 26-28, 5-25         |
| 29-01     | Mayagüez-Juncos   | 3-0 | 25-23, 25-10, 25-19               |
| 30-01     | Bayamón-Corozal   | 1-3 | 15-25, 26-24, 20-25, 21-25        |
| 30-01     | Humacao-Carolina  | 3-1 | 25-22, 23-25, 25-22, 25-15        |
| 31-01     | Ponce-Guaynabo    | 3-1 | 15-25, 28-26, 25-21, 25-22        |
| 31-01     | Cataño-Caguas     | 3-0 | 26-24, 28-26, 25-14               |
| 01-02     | Juncos-Bayamón    | 3-2 | 25-21, 25-13, 25-15, 18-25, 15-13 |
| 01-02     | Corozal-Humacao   | 2-3 | 25-21, 25-27, 25-23, 23-25, 13-15 |
| 02-02     | Mayagüez-Guaynabo | 1-3 | 25-18, 21-25, 23-25, 16-25        |
| 03-02     | Caguas-Juncos     | 3-1 | 25-12, 25-15, 20-25, 25-22        |
| 03-02     | Bayamón-Cataño    | 1-3 | 18-25, 26-28, 25-23, 18-25        |
| 05-02     | Carolina-Ponce    | 1-3 | 25-23, 22-25, 19-25, 20-25        |
| 06-02     | Caguas-Guaynabo   | 1-3 | 23-25, 25-22, 19-25, 16-25        |
| 07-02     | Juncos-Corozal    | 3-0 | 25-14, 27-25, 25-22               |
| 07-02     | Bayamón-Carolina  | 3-2 | 25-21, 25-20, 23-25, 21-25, 15-12 |
| 08-02     | Mayagüez-Ponce    | 1-3 | 15-25, 21-25, 25-17, 21-25        |
| 08-02     | Corozal-Guaynabo  | 1-3 | 17-25, 25-23, 16-25, 23-25        |
| 08-02     | Cataño-Humacao    | 3-1 | 25-17, 30-32, 25-17, 25-19        |
| 09-02     | Caguas-Bayamón    | 3-0 | 25-23, 25-20, 27-25               |
| 10-02     | Humacao-Mayagüez  | 3-2 | 24-26, 25-19, 25-23, 17-25, 16-14 |
| 10-02     | Guaynabo-Carolina | 3-2 | 23-25, 26-24, 25-19, 23-25, 15-7  |
| 10-02     | Juncos-Ponce      | 1-3 | 23-25, 18-25, 25-18, 19-25        |
| 12-02     | Carolina-Caguas   | 2-3 | 19-25, 25-23, 25-20, 25-27, 8-15  |
| 13-02     | Juncos-Guaynabo   | 1-3 | 23-25, 25-23, 21-25, 17-25        |
| 14-02     | Caguas-Corozal    | 3-1 | 25-18, 25-22, 25-27, 25-20        |
| 14-02     | Cataño-Mayagüez   | 3-2 | 28-30, 25-22, 25-11, 25-19, 15-11 |
| 15-02     | Humacao-Juncos    | 1-3 | 26-28, 25-23, 21-25, 21-25        |
| 15-02     | Ponce-Bayamón     | 0-3 | 22-25, 23-25, 13-25               |
| 16-02     | Mayagüez-Carolina | 2-3 | 23-25, 21-25, 26-24, 26-24, 17-19 |
| 16-02     | Corozal-Cataño    | 1-3 | 25-20, 20-25, 23-25, 29-31        |
| 17-02     | Guaynabo-Bayamón  | 3-2 | 25-18, 25-18, 20-25, 15-25, 16-14 |
| 19-02     | Carolina-Corozal  | 2-3 | 25-17, 25-18, 23-25, 22-25, 11-15 |
| 19-02     | Juncos-Cataño     | 0-3 | 23-25, 21-25, 13-25               |
| 20-02     | Bayamón-Mayagüez  | 3-2 | 27-25, 24-26, 13-25, 25-20, 15-13 |
| 20-02     | Humacao-Ponce     | 1-3 | 25-19, 21-25, 25-23, 25-17        |
| 21-02     | Corozal-Juncos    | 3-0 | 25-8, 25-20, 25-17                |
| 22-02     | Cataño-Ponce      | 3-1 | 25-19, 19-25, 25-19, 25-19        |
| 23-02     | Caguas-Guaynabo   | 1-3 | 20-25, 25-11, 20-25, 18-25        |
| 23-02     | Mayagüez-Humacao  | 0-3 | 23-25, 22-25, 21-25               |
| 23-02     | Carolina-Bayamón  | 2-3 | 25-20, 26-28, 29-31, 25-20, 9-15  |
| 24-02     | Guaynabo-Corozal  | 0-3 | 21-25, 16-25, 17-25               |
| 26-02     | Bayamón-Caguas    | 0-3 | 22-25, 16-25, 22-25               |
| 26-02     | Ponce-Mayagüez    | 3-1 | 18-25, 25-21, 25-20, 25-23        |
| 26-02     | Humacao-Cataño    | 3-0 | 25-17, 25-19, 25-13               |
| 27-02     | Carolina-Guaynabo | 3-0 | 25-20, 25-16, 25-20               |
| 28-02     | Ponce-Juncos      | 2-3 | 30-28, 27-25, 18-25, 23-25, 15-17 |
| 28-02     | Bayamón-Humacao   | 1-3 | 22-25, 17-25, 25-19, 17-25        |

| Risultati |                   |     |                                   |
|           |                   |     |                                   |
| 01-03     | Corozal-Mayagüez  | 3-0 | 25-11, 25-15, 25-16               |
| 01-03     | Cataño-Carolina   | 3-0 | 25-21, 25-13, 25-22               |
| 02-03     | Caguas-Ponce      | 1-3 | 21-25, 25-22, 19-25, 19-25        |
| 02-03     | Bayamón-Guaynabo  | 3-1 | 16-25, 27-25, 25-23, 25-23        |
| 05-03     | Carolina-Juncos   | 3-1 | 25-10, 23-25, 25-22, 25-23        |
| 05-03     | Guaynabo-Cataño   | 3-2 | 17-25, 23-25, 25-23, 26-24, 15-13 |
| 06-03     | Mayagüez-Caguas   | 3-2 | 20-25, 25-17, 23-25, 25-22, 15-13 |
| 06-03     | Ponce-Corozal     | 3-2 | 12-25, 19-25, 25-21, 25-17, 13-15 |
| 07-03     | Humacao-Guaynabo  | 2-3 | 25-17, 25-19, 24-26, 24-26, 9-15  |
| 08-03     | Juncos-Mayagüez   | 2-3 | 23-25, 26-24, 25-22, 18-25, 15-17 |
| 08-03     | Corozal-Bayamón   | 3-0 | 25-19, 25-16, 25-16               |
| 09-03     | Caguas-Cataño     | 3-1 | 19-25, 25-22, 25-20, 25-23        |
| 09-03     | Guaynabo-Ponce    | 1-3 | 14-25, 18-25, 25-23, 26-28        |
| 10-03     | Carolina-Humacao  | 3-1 | 27-25, 22-25, 25-22, 25-21        |
| 10-03     | Bayamón-Juncos    | 3-0 | 25-13, 25-22, 25-20               |
| 12-03     | Cataño-Bayamón    | 1-3 | 26-24, 24-26, 21-25, 20-25        |
| 12-03     | Humacao-Caguas    | 0-3 | 22-25, 18-25, 26-25               |
| 13-03     | Ponce-Carolina    | 1-3 | 25-19, 17-25, 19-25, 19-25        |
| 13-03     | Guaynabo-Mayagüez | 1-3 | 25-23, 24-26, 25-27, 11-25        |
| 14-03     | Humacao-Corozal   | 1-3 | 19-25, 19-25, 25-16, 22-25        |
| 14-03     | Juncos-Caguas     | 1-3 | 25-21, 23-25, 20-25, 12-25        |
| 15-03     | Bayamón-Ponce     | 3-1 | 25-16, 25-20, 21-25, 27-25        |
| 16-03     | Cataño-Corozal    | 2-3 | 25-21, 23-25, 25.23, 20-25, 11-15 |
| 17-03     | Juncos-Humacao    | 0-3 | 16-25, 18-25, 21-25               |
| 17-03     | Mayagüez-Bayamón  | 3-2 | 28-26, 23-25, 17-25, 25-11, 15-13 |
| 18-03     | Ponce-Cataño      | 3-0 | 25-20, 25-15, 25-16               |
| 18-03     | Corozal-Carolina  | 3-1 | 26-28, 25-14, 25-17, 25-11        |
| 19-03     | Guaynabo-Juncos   | 3-1 | 25-23, 22-25, 25-16, 25-19        |
| 20-03     | Corozal-Caguas    | 2-3 | 21-25, 23-25, 28-26, 25-18, 6-15  |
| 20-03     | Mayagüez-Cataño   | 3-2 | 21-25, 25-19, 25-23, 21-25, 15-13 |
| 21-03     | Ponce-Humacao     | 3-1 | 26-24, 22-25, 25-22, 25-19        |
| 22-03     | Cataño-Juncos     | 3-2 | 25-20, 23-25, 25-18, 21-25, 21-19 |
| 22-03     | Caguas-Carolina   | 3-0 | 25-18, 25-12, 25-11               |
| 23-03     | Humacao-Mayagüez  | 1-3 | 25-20, 18-25, 24-26, 20-25        |
| 24-03     | Juncos-Caguas     | 1-3 | 25-18, 22-25, 24-26, 21-25        |
| 24-03     | Carolina-Cataño   | 1-3 | 25-23, 15-25, 19-25, 24-26        |
| 24-03     | Corozal-Guaynabo  | 3-1 | 25-18, 24-26, 25-19, 25-11        |
| 26-03     | Caguas-Humacao    | 3-1 | 25-20, 20-25, 25-23, 25-14        |
| 26-03     | Bayamón-Corozal   | 1-3 | 25-19, 21-25, 26-28, 16-25        |
| 27-03     | Guaynabo-Carolina | 3-0 | 25-20, 32-30, 31-29               |
| 28-03     | Ponce-Humacao     | 3-1 | 22-25, 25-20, 25-23, 25-20        |
| 28-03     | Mayagüez-Juncos   | 3-0 | 25-16, 25-18, 25-19               |
| 28-03     | Cataño-Corozal    | 3-1 | 25-22, 17-25, 25-19, 26-24        |
| 30-03     | Caguas-Mayagüez   | 1-3 | 18-25, 21-25, 25-21, 21-25        |
| 30-03     | Ponce-Juncos      | 3-1 | 25-17, 26-24, 21-25, 25-13        |
| 30-03     | Carolina-Bayamón  | 3-0 | 25-17, 25-18, 25-15               |
| 30-03     | Cataño-Guaynabo   | 3-0 | 25-17, 25-22, 25-21               |
| 01-04     | Bayamón-Cataño    | 2-3 | 25-22, 21-25, 25-21, 23-25, 13-15 |
| 01-04     | Carolina-Mayagüez | 0-3 | 14-25, 21-25, 21-25               |
| 02-04     | Caguas-Ponce      | 3-2 | 20-25, 25-20, 23-25, 25-19, 15-13 |
| 02-04     | Juncos-Humacao    | 1-3 | 21-25, 16-25, 25-23, 19-25        |
| 03-04     | Corozal-Carolina  | 3-1 | 17-25, 26-24, 225-21, 25-20       |
| 03-04     | Guaynabo-Bayamón  | 0-3 | 19-25, 22-25, 22-25               |
| 04-04     | Mayagüez-Ponce    | 3-1 | 22-25, 25-19, 27-25, 25-20        |
| 04-04     | Humacao-Caguas    | 0-3 | 21-25, 17-25, 23-25               |

#### Classifica
| Pos. | Squadra               | Pt | G  | V  | P  | SV | SP | Ratio | PF   | PS   | Ratio |
| ---- | --------------------- | -- | -- | -- | -- | -- | -- | ----- | ---- | ---- | ----- |
| 1    | Lancheras de Cataño   | 37 | 22 | 15 | 7  | 53 | 36 | 1.472 | 1951 | 1848 | 1.056 |
| 2    | Leonas de Ponce       | 36 | 22 | 14 | 8  | 51 | 37 | 1.378 | 1995 | 1946 | 1.025 |
| 3    | Criollas de Caguas    | 36 | 22 | 14 | 8  | 47 | 37 | 1.270 | 1985 | 1894 | 1.048 |
| 4    | Indias de Mayagüez    | 35 | 22 | 13 | 9  | 50 | 40 | 1.250 | 2020 | 1920 | 1.052 |
| 5    | Pinkin de Corozal     | 33 | 22 | 11 | 11 | 46 | 41 | 1.122 | 1890 | 1837 | 1.029 |
| 6    | Mets de Guaynabo      | 33 | 22 | 11 | 11 | 41 | 46 | 0.891 | 1912 | 1970 | 0.971 |
| 7    | Orientales de Humacao | 32 | 22 | 10 | 12 | 41 | 44 | 0.932 | 1923 | 1908 | 1.008 |
| 8    | Vaqueras de Bayamón   | 32 | 22 | 10 | 12 | 42 | 46 | 0.913 | 1898 | 1982 | 0.958 |
| 9    | Gigantes de Carolina  | 29 | 22 | 7  | 15 | 38 | 48 | 0.792 | 1881 | 1911 | 0.984 |
| 10   | Valencianas de Juncos | 26 | 22 | 4  | 18 | 26 | 60 | 0.433 | 1763 | 2002 | 0.881 |

      Qualificata ai quarti di finale.

### Play-off scudetto

#### Quarti di finale

##### Girone A

###### Risultati
| Gara 1 |                    |     |                            |
|        |                    |     |                            |
| 07-04  | Corozal - Mayagüez | 3-1 | 25-20, 25-27, 25-23, 25-21 |
| 07-04  | Cataño - Bayamón   | 3-1 | 20-25, 25-15, 25-22, 25-16 |

| Gara 4 |                   |     |                     |
|        |                   |     |                     |
| 13-04  | Corozal - Bayamón | 3-0 | 25-8, 25-17, 26-24  |
| 13-04  | Cataño - Mayagüez | 0-3 | 25-27, 14-25, 22-25 |

| Gara 2 |                   |     |                            |
|        |                   |     |                            |
| 09-04  | Bayamón - Corozal | 3-1 | 24-26, 25-17, 25-23, 25-22 |
| 09-04  | Mayagüez - Cataño | 3-1 | 22-25, 25-14, 25-19, 26-24 |

| Gara 5 |                    |     |                            |
|        |                    |     |                            |
| 15-04  | Mayagüez - Corozal | 3-1 | 23-25, 28-26, 25-23, 25-21 |
| 15-04  | Bayamón - Cataño   | 0-3 | 19-25, 24-26, 15-25        |

| Gara 3 |                    |     |                                   |
|        |                    |     |                                   |
| 11-04  | Bayamón - Mayagüez | 2-3 | 23-25, 21-25, 20-25, 19-25, 14-16 |
| 11-04  | Cataño - Corozal   | 2-3 | 25-27, 25-22, 25-23, 13-25, 14-16 |

| Gara 6 |                    |     |                                  |
|        |                    |     |                                  |
| 17-04  | Mayagüez - Bayamón | 3-0 | 25-21, 25-16, 25-21              |
| 17-04  | Corozal - Cataño   | 2-3 | 25-20, 22-25, 25-18, 20-25, 9-15 |

| Gara di spareggio |                  |     |                     |
|                   |                  |     |                     |
| 18-04             | Corozal - Cataño | 3-0 | 25-22, 25-21, 25-22 |

###### Classifica
| Pos. | Squadra             | Pt | G | V | P | SV | SP | Ratio | PF  | PS  | Ratio |
| ---- | ------------------- | -- | - | - | - | -- | -- | ----- | --- | --- | ----- |
| 1    | Indias de Mayagüez  | 11 | 6 | 5 | 1 | 16 | 7  | 2.286 | 547 | 504 | 1.085 |
| 2    | Pinkin de Corozal   | 11 | 7 | 4 | 3 | 16 | 12 | 1.333 | 648 | 610 | 1.062 |
| 3    | Lancheras de Cataño | 10 | 7 | 3 | 4 | 12 | 15 | 0.800 | 584 | 600 | 0.973 |
| 4    | Vaqueras de Bayamón | 7  | 6 | 1 | 5 | 6  | 16 | 0.375 | 450 | 515 | 0.874 |

      Qualificata alle semifinali.

##### Girone B

###### Risultati
| Gara 1 |                   |     |                     |
|        |                   |     |                     |
| 06-04  | Caguas - Guaynabo | 0-3 | 22-25, 20-25, 25-27 |
| 06-04  | Ponce - Humacao   | 0-3 | 20-25, 23-25, 20-25 |

| Gara 4 |                  |     |                     |
|        |                  |     |                     |
| 12-04  | Caguas - Humacao | 3-0 | 25-17, 25-14, 27-25 |
| 12-04  | Ponce - Guaynabo | 3-0 | 25-17, 25-22, 25-23 |

| Gara 2 |                    |     |                            |
|        |                    |     |                            |
| 08-04  | Caguas - Ponce     | 0-3 | 19-25, 26-28, 21-25        |
| 08-04  | Humacao - Guaynabo | 1-3 | 25-16, 15-25, 20-25, 18-25 |

| Gara 5 |                   |     |                                  |
|        |                   |     |                                  |
| 14-04  | Humacao - Ponce   | 3-2 | 16-25, 28-26, 26-28, 25-20, 15-9 |
| 14-04  | Guaynabo - Caguas | 0-3 | 19-25, 14-25, 25-27              |

| Gara 3 |                  |     |                                  |
|        |                  |     |                                  |
| 10-04  | Guaynabo - Ponce | 1-3 | 25-19, 20-25, 23-25, 22-25       |
| 10-04  | Humacao - Caguas | 2-3 | 18-25, 23-25, 25-23, 26-24, 8-15 |

| Gara 6 |                    |     |                                   |
|        |                    |     |                                   |
| 16-04  | Ponce - Caguas     | 3-1 | 17-25, 25-21, 25-18, 25-23        |
| 16-04  | Guaynabo - Humacao | 3-2 | 15-25, 25-21, 23-25, 25-17, 15-13 |

| Gara di spareggio |                   |     |                     |
|                   |                   |     |                     |
| 17-04             | Caguas - Guaynabo | 3-0 | 25-23, 25-12, 25-13 |

##### Classifica
| Pos. | Squadra               | Pt | G | V | P | SV | SP | Ratio | PF  | PS  | Ratio |
| ---- | --------------------- | -- | - | - | - | -- | -- | ----- | --- | --- | ----- |
| 1    | Leonas de Ponce       | 10 | 6 | 4 | 2 | 14 | 8  | 1.750 | 510 | 490 | 1.041 |
| 2    | Criollas de Caguas    | 11 | 7 | 4 | 3 | 13 | 11 | 1.182 | 561 | 509 | 1.102 |
| 3    | Mets de Guaynabo      | 10 | 7 | 3 | 4 | 10 | 15 | 0.667 | 529 | 567 | 0.933 |
| 4    | Orientales de Humacao | 8  | 6 | 2 | 4 | 11 | 14 | 0.786 | 520 | 554 | 0.939 |

      Qualificata alle semifinali.

#### Semifinali
| Gara 1 |                   |     |                     |
|        |                   |     |                     |
| 19-04  | Caguas - Mayagüez | 0-3 | 22-25, 21-25, 25-27 |
| 20-04  | Ponce - Corozal   | 0-3 | 21-25, 21-25, 25-27 |

| Gara 4 |                   |     |                            |
|        |                   |     |                            |
| 25-04  | Caguas - Mayagüez | 1-3 | 23-25, 25-21, 20-25, 21-25 |
| 26-04  | Corozal - Ponce   | 3-0 | 25-22, 25-18, 25-18        |

| Gara 2 |                   |     |                                   |
|        |                   |     |                                   |
| 21-04  | Mayagüez - Caguas | 2-3 | 15-25, 25-20, 19-25, 25-17, 12-15 |
| 22-04  | Corozal - Ponce   | 3-0 | 25-19, 28-26, 25-14               |

| Gara 5 |                   |     |                     |
|        |                   |     |                     |
| 27-04  | Caguas - Mayagüez | 0-3 | 24-26, 22-25, 16-25 |
| 28-04  | Ponce - Corozal   | 0-3 | 21-25, 8-25, 14-25  |

| Gara 3 |                   |     |                            |
|        |                   |     |                            |
| 23-04  | Ponce - Corozal   | 3-1 | 25-22, 25-23, 24-26, 25-20 |
| 24-04  | Mayagüez - Caguas | 1-3 | 21-25, 25-18, 22-25, 19-25 |

| Gara 6 |                   |     |                            |
|        |                   |     |                            |
| 28-04  | Mayagüez - Caguas | 3-1 | 25-17, 25-19, 21-25, 25-18 |

#### Finale
| Gara 1 |                    |     |                            |
|        |                    |     |                            |
| 01-05  | Mayagüez - Corozal | 3-1 | 25-17, 23-25, 25-21, 25-22 |

| Gara 3 |                    |     |                            |
|        |                    |     |                            |
| 05-05  | Mayagüez - Corozal | 3-1 | 25-17, 25-18, 26-28, 25-21 |

| Gara 2 |                    |     |                            |
|        |                    |     |                            |
| 03-05  | Corozal - Mayagüez | 1-3 | 25-19, 19-25, 21-25, 19-25 |

| Gara 4 |                    |     |                                   |
|        |                    |     |                                   |
| 07-05  | Corozal - Mayagüez | 2-3 | 23-25, 21-25, 25-23, 25-20, 12-15 |

|  | Semifinali         | Semifinali         | Semifinali         | Semifinali        | Semifinali | Semifinali | Semifinali | Semifinali | Semifinali |  |  | Finale             | Finale             | Finale             | Finale             | Finale             | Finale | Finale | Finale | Finale |  |
|  |                    |                    |                    |                   |            |            |            |            |            |  |  |                    |                    |                    |                    |                    |        |        |        |        |  |
|  | Leonas de Ponce    | Leonas de Ponce    | Leonas de Ponce    | Leonas de Ponce   | 0          | 0          | 3          | 0          | 0          |  |  |                    |                    |                    |                    |                    |        |        |        |        |  |
|  | Pinkin de Corozal  | Pinkin de Corozal  | Pinkin de Corozal  | Pinkin de Corozal | 3          | 3          | 1          | 3          | 3          |  |  | Indias de Mayagüez | Indias de Mayagüez | Indias de Mayagüez | Indias de Mayagüez | Indias de Mayagüez | 3      | 3      | 3      | 3      |  |
|  | Criollas de Caguas | Criollas de Caguas | Criollas de Caguas | 0                 | 3          | 3          | 1          | 0          | 1          |  |  | Pinkin de Corozal  | Pinkin de Corozal  | Pinkin de Corozal  | Pinkin de Corozal  | Pinkin de Corozal  | 1      | 1      | 1      | 2      |  |
|  | Indias de Mayagüez | Indias de Mayagüez | Indias de Mayagüez | 3                 | 2          | 1          | 3          | 3          | 3          |  |  |                    |                    |                    |                    |                    |        |        |        |        |  |

## Premi individuali
| Premio                   | Giocatrice         | Squadra               |
| ------------------------ | ------------------ | --------------------- |
| MVP dell'All-Star Game   | Natalia Valentín   | Leonas de Ponce       |
| MVP della Regular Season | Natalia Valentín   | Leonas de Ponce       |
| MVP delle finali         | Shonda Cole        | Indias de Mayagüez    |
| Miglior palleggiatrice   | Natalia Valentín   | Leonas de Ponce       |
| Rising star              | Diana Reyes        | Criollas de Caguas    |
| Miglior ritorno          | Karina Ocasio      | Criollas de Caguas    |
| Miglior esordiente       | María Escoto       | Vaqueras de Bayamón   |
| Migliore allenatore      | Rigoberto Guilloty | Indias de Mayagüez    |
| All-Star Team            | Natalia Valentín   | Leonas de Ponce       |
| All-Star Team            | Gina Mancuso       | Leonas de Ponce       |
| All-Star Team            | Falyn Fonoimoana   | Orientales de Humacao |
| All-Star Team            | Shonda Cole        | Indias de Mayagüez    |
| All-Star Team            | Lynda Morales      | Mets de Guaynabo      |
| All-Star Team            | Jessica Jones      | Lancheras de Cataño   |
| All-Star Team            | Shara Venegas      | Criollas de Caguas    |

## Statistiche
| Punti totali | Punti totali     | Punti totali | Punti totali          |
| Pos.         | Nome             | Punti        | Squadra               |
| ------------ | ---------------- | ------------ | --------------------- |
| 1            | Gina Mancuso     | 412          | Leonas de Ponce       |
| 2            | Shonda Cole      | 405          | Indias de Mayagüez    |
| 3            | Kelly Murphy     | 404          | Vaqueras de Bayamón   |
| 4            | Kim Willoughby   | 388          | Pinkin de Corozal     |
| 5            | Falyn Fonoimoana | 386          | Orientales de Humacao |
| 6            | Julie Rubenstein | 375          | Mets de Guaynabo      |
| 7            | Rachael Kidder   | 366          | Valencianas de Juncos |
| 8            | Monique Mead     | 364          | Gigantes de Carolina  |
| 9            | Jessica Jones    | 351          | Lancheras de Cataño   |
| 10           | Tabitha Love     | 319          | Criollas de Caguas    |

| Attacchi vincenti | Attacchi vincenti | Attacchi vincenti | Attacchi vincenti     |
| Pos.              | Nome              | Punti             | Squadra               |
| ----------------- | ----------------- | ----------------- | --------------------- |
| 1                 | Gina Mancuso      | 361               | Leonas de Ponce       |
| 2                 | Shonda Cole       | 354               | Indias de Mayagüez    |
| 3                 | Falyn Fonoimoana  | 354               | Orientales de Humacao |
| 4                 | Kelly Murphy      | 354               | Vaqueras de Bayamón   |
| 5                 | Julie Rubenstein  | 333               | Mets de Guaynabo      |
| 6                 | Kim Willoughby    | 332               | Pinkin de Corozal     |
| 7                 | Rachael Kidder    | 313               | Valencianas de Juncos |
| 8                 | Stacey Gordon     | 282               | Lancheras de Cataño   |
| 9                 | Monique Mead      | 288               | Gigantes de Carolina  |
| 10                | Lola Arslanbekova | 272               | Leonas de Ponce       |

| Muri vincenti | Muri vincenti      | Muri vincenti | Muri vincenti         |
| Pos.          | Nome               | Punti         | Squadra               |
| ------------- | ------------------ | ------------- | --------------------- |
| 1             | Jessica Jones      | 107           | Lancheras de Cataño   |
| 2             | Lynda Morales      | 93            | Mets de Guaynabo      |
| 3             | Sheila Ocasio      | 83            | Valencianas de Juncos |
| 4             | Diana Reyes        | 77            | Criollas de Caguas    |
| 5             | Jessica Candelario | 68            | Pinkin de Corozal     |
| 6             | Shannon Torregrosa | 68            | Lancheras de Cataño   |
| 7             | Yasary Castrodad   | 67            | Gigantes de Carolina  |
| 8             | Lindsay Fletemier  | 63            | Gigantes de Carolina  |
| 9             | Alexandra Oquendo  | 63            | Criollas de Caguas    |
| 10            | Jennifer Quesada   | 51            | Vaqueras de Bayamón   |

| Battute vincenti | Battute vincenti   | Battute vincenti | Battute vincenti     |
| Pos.             | Nome               | Punti            | Squadra              |
| ---------------- | ------------------ | ---------------- | -------------------- |
| 1                | Monique Mead       | 38               | Gigantes de Carolina |
| 2                | Kim Willoughby     | 30               | Pinkin de Corozal    |
| 3                | Diana Reyes        | 29               | Criollas de Caguas   |
| 4                | Kelly Murphy       | 24               | Vaqueras de Bayamón  |
| 5                | Lola Arslanbekova  | 21               | Leonas de Ponce      |
| 6                | Shannon Torregrosa | 21               | Lancheras de Cataño  |
| 7                | Karina Ocasio      | 20               | Criollas de Caguas   |
| 8                | Julie Rubenstein   | 19               | Mets de Guaynabo     |
| 9                | Lauren Cook        | 19               | Vaqueras de Bayamón  |
| 10               | Gina Mambrú        | 19               | Pinkin de Corozal    |